# Slovenija na kvalifikacijah za nastop na Zimskih olimpijskih igrah 2014 v hokeju na ledu
Slovenska hokejska reprezentanca je bila na kvalifikacijah za uvrstitev na Zimske olimpijske igre 2014 razvrščena v skupino F, kjer se je med 7. in 10. februarjem 2013 v Vojensu borila proti reprezentancam Belorusije, Danske in Ukrajine, na olimpijske igre je vodilo prvo mesto v skupini. Po treh zmagah je Slovenija zasedla prvo mesto v kvalifikacijski skupini in se prvič uvrstila na olimpijski turnir. 

## Postava
| Pol. | Št. | Hokejist            | Starost (rojstni dan)       | Klub                  |
| ---- | --- | ------------------- | --------------------------- | --------------------- |
| GK   | 1   | Andrej Hočevar      | 28 let (21. november 1984)  | Sokol Kijev           |
| GK   | 33  | Robert Kristan      | 28 let (4. april 1984)      | KHL Medveščak         |
| GK   | 40  | Luka Gračnar        | 19 let (31. oktober 1993)   | Red Bull Salzburg     |
| D    | 4   | Andrej Tavželj      | 28 let (14. marec 1984)     | Rouen Dragons         |
| D    | 7   | Klemen Pretnar      | 26 let (30. junij 1986)     | VSV EC                |
| D    | 15  | Blaž Gregorc        | 23 let (18. januar 1990)    | Odense IK             |
| D    | 17  | Žiga Pavlin         | 27 let (30. april 1985)     | Rögle BK              |
| D    | 28  | Aleš Kranjc         | 31 let (29. julij 1981)     | Kölner Haie           |
| D    | 51  | Mitja Robar         | 30 let (4. januar 1983)     | Krefeld Pinguine      |
| D    | 86  | Sabahudin Kovačevič | 26 let (26. februar 1986)   | HK ŠKP Poprad         |
| F    | 8   | Žiga Jeglič         | 24 let (24. februar 1988)   | Södertälje SK         |
| F    | 9   | Tomaž Razingar (C)  | 33 let (25. april 1979)     | EV Ravensburg         |
| F    | 12  | David Rodman        | 29 let (10. september 1983) | Bietigheim Steelers   |
| F    | 13  | Gašper Kopitar      | 20 let (13. avgust 1992)    | Mora IK               |
| F    | 16  | Aleš Mušič          | 30 let (28. junij 1982)     | HDD Telemach Olimpija |
| F    | 19  | Žiga Pance          | 24 let (1. januar 1989)     | HDD Telemach Olimpija |
| F    | 22  | Marcel Rodman       | 31 let (25. september 1981) | Bietigheim Steelers   |
| F    | 24  | Rok Tičar           | 23 let (3. maj 1989)        | Kölner Haie           |
| F    | 26  | Jan Urbas           | 24 let (26. januar 1989)    | Växjö Lakers          |
| F    | 55  | Robert Sabolič      | 24 let (11. september 1988) | ERC Ingolstadt        |
| F    | 71  | Boštjan Goličič     | 23 let (12. junij 1989)     | Briançon              |
| F    | 76  | Rok Pajič           | 27 let (26. september 1985) | Pustertal Bruneck     |
| F    | 96  | Luka Bašič          | 23 let (7. oktober 1989)    | Amiens Gothiques      |

- Selektor: Matjaž Kopitar
- Pomočnika selektorja: Nik Zupančič in Gaber Glavič

## Tekme
| 7. februar 2013 | Belorusija | 2–4 | Slovenija | SE Arena |

| Poročilo tekme | Poročilo tekme                                                      | Poročilo tekme  | Poročilo tekme | Poročilo tekme |
| -------------- | ------------------------------------------------------------------- | --------------- | --- | -------------- |
| Začetek: 16:00 | A. Kulakov (V. Denisov, A. Ugarov) (PP) – 28:45 A. Stepanov – 29:45 | (0–1, 2–1, 0–2) | 16:30 – J. Urbas (D. Rodman) (PP) 21:40 – R. Sabolič (R. Tičar, Ž. Jeglič) (PP) 42:06 – T. Razingar (PS) 50:24 – D. Rodman (J. Urbas) | Gledalci: 408  |

| 8. februar 2013 | Slovenija | 2–1 | Danska | SE Arena |

| Poročilo tekme | Poročilo tekme                                                                    | Poročilo tekme  | Poročilo tekme                 | Poročilo tekme  |
| -------------- | --------------------------------------------------------------------------------- | --------------- | ------------------------------ | --------------- |
| Začetek: 21:00 | D. Rodman (J. Urbas, A. Kranjc) – 23:33 D. Rodman (A. Tavželj, M. Rodman) – 36:28 | (0–0, 2–1, 0–0) | 24:16 – N. Hardt (J. Jakobsen) | Gledalci: 5.000 |

| 10. februar 2013 | Ukrajina | 1–6 | Slovenija | SE Arena |

| Poročilo tekme | Poročilo tekme                                 | Poročilo tekme  | Poročilo tekme | Poročilo tekme |
| -------------- | ---------------------------------------------- | --------------- | --- | -------------- |
| Začetek: 14:00 | A. Gnidenko (O. Torjanik, O. Timčenko) – 47:35 | (0–4, 0–1, 1–1) | 03:47 – R. Sabolič (R. Tičar, B. Gregorc) (PP) 04:29 – D. Rodman (PP2) 04:49 – R. Sabolič (Ž. Jeglič) (PP) 09:14 – R. Tičar (Ž. Jeglič) 31:45 – J. Urbas (K. Pretnar, D. Rodman) 58:22 – Ž. Jeglič (R. Sabolič) (PP) | Gledalci: 545  |